# 다롄 국제무역센터
다롄 국제무역센터(중국어: 大連國際貿易中心)는 중화인민공화국 다롄에 위치하고 있다.

## 같이 보기
- 마천루 목록
- 아시아의 마천루 목록
- 중화인민공화국의 마천루 목록